# Esteros del Iberá

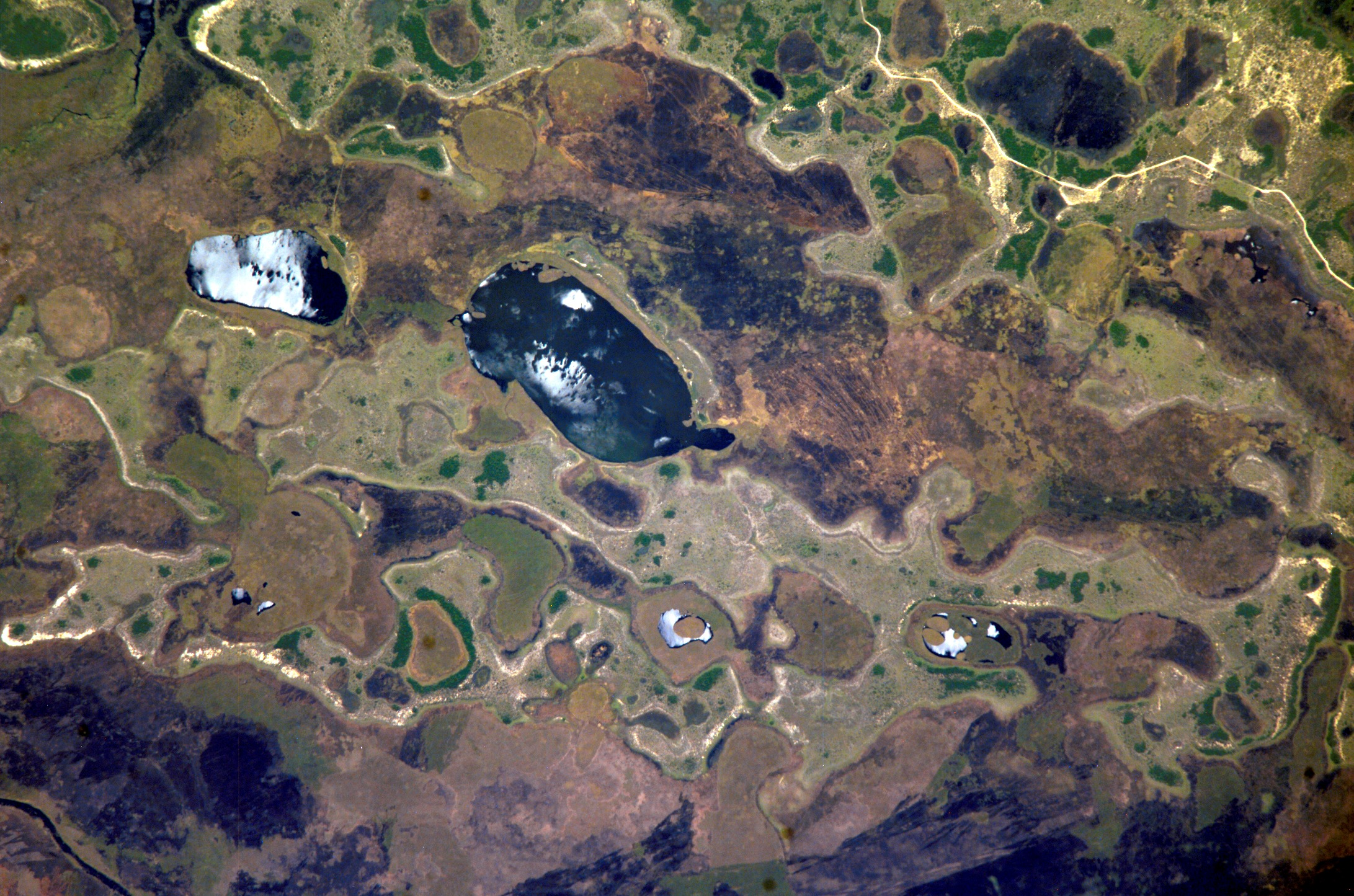
Vue satellite des lagunes de l'Iberá.

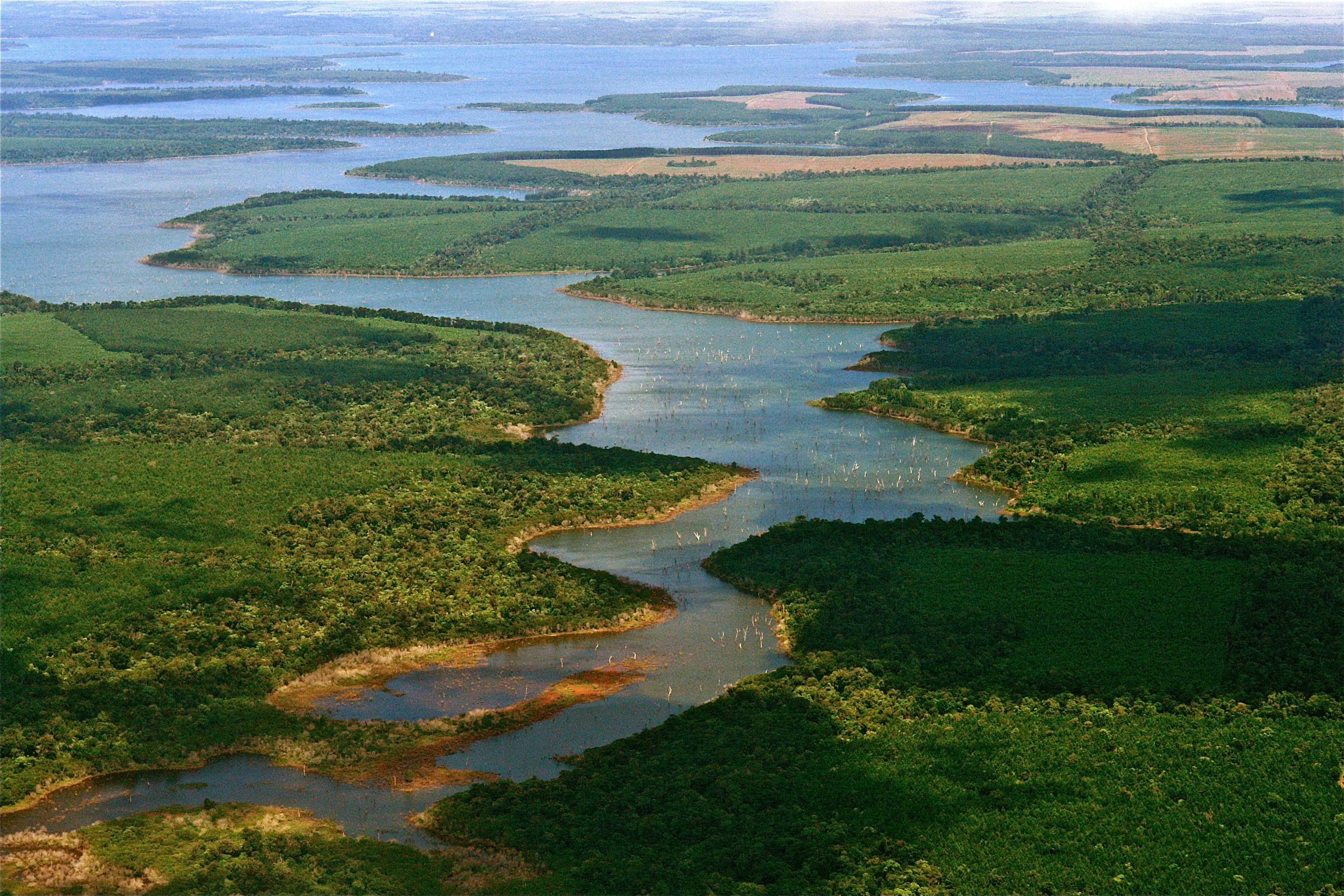
Vue aérienne

Les Esteros del Iberá ou étangs de l'Iberá (de la langue guaraníe Y vera, « eau brillante ») sont un vaste réseau de marécages et d'étangs qui s'étendent sur 15 000 à 25 000 km2 dans la province de Corrientes, au nord-est de l'Argentine.
En 1982 une surface de 12 000 km2 fut attribuée comme réserve naturelle provinciale par le parlement de la province, compétent en ces matières, et dont la réserve dépend actuellement. Les esteros del Iberá sont considérés comme une zone humide d'importance internationale aux termes de la convention de Ramsar.

## Géographie
Seulement dépassés en extension par le Pantanal brésilien, ces étangs forment la deuxième zone humide la plus grande du continent.
Ils constituent un système hydrographique complexe — le macrosystème de l'Iberá, au sein duquel se développe un écosystème tropical extrêmement riche et diversifié.
La zone des étangs possède deux importants émissaires : le río Corriente qui déverse ses eaux dans le río Paraná et le río Miriñay qui aboutit au río Uruguay.
Grâce à sa situation géographique et à son accès difficile, la zone possède une population animale riche et variée. La faune autochtone inclut de nombreuses espèces menacées pour lesquelles il s'agit d'un des derniers habitats restants. Parmi elles, citons le cerf des marais, le cerf des pampas, le carpincho ou capybara, le loup à crinière ou aguará guazú (Chrysocyon brachiurus), les caïmans overo (Caiman latirostris) et noir (Caiman yacare), l'anaconda curiyú (Eunectes notaeus) et la loutre de rivière sud-américaine (Lontra longicaudis), ainsi qu'une énorme variété d'oiseaux.
La flore locale exubérante comprend de nombreuses espèces aquatiques qui créent de véritables îles flottantes.

## Climat

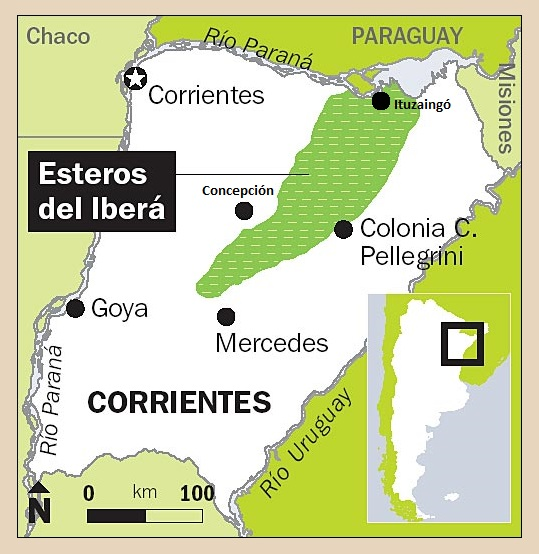
Situation des Esteros del Iberá

Le climat est nettement subtropical, présentant un hiver relativement sec et de fortes 
précipitations durant l'automne et le printemps. L'été est également humide et extrêmement chaud, avec des maxima qui dépassent les 45 °C. Les précipitations annuelles sont de l'ordre de 1 700 mm.

## Projet Yacyretá
Dans la décennie 1970, un ambitieux projet lié à la retenue de Yacyretá 
à la frontière paraguayenne, pour promouvoir l'utilisation multiple du système de l'Iberá, prévoyait la construction d'un canal dans la zone de Zanja San Miguel, pour dévier les eaux de crue depuis le río Paraná vers les étangs, les inondant et formant ainsi un énorme lac intérieur. L'idée folle consistait à dévier après les eaux ainsi accumulées vers le río Uruguay et la retenue de Salto Grande par le biais du río Miriñay, afin d'optimiser le fonctionnement et la production d'énergie électrique dans la dite centrale.
Une autre partie de l'eau aurait été canalisée dans le río Corriente, l'autre émissaire des étangs pour la restituer au río Paraná, cédant ainsi l'eau dans les retenues du fameux projet Paraná Medio (Bonetto et al. 1988). Un tel projet, eût-il été réalisé, aurait causé d'importants dommages aux étangs de l'Iberá et aux zones très étendues de la vallée du río Paraná entre Corrientes et Santa Fe.

## Faune
La région des esteros constitue, d'après les études de l'administration des parcs nationaux, une éco-région différenciée au sein du biome du Chaco humide, en contact au nord et à l'ouest avec le biome dit de l' espinal.
Selon des études récentes, la présence de vertébrés terrestres englobe quelque 85 espèces de mammifères, 35 de reptiles et environ 45 amphibiens (Fraga: 2001). De plus on dénombre pas moins de 250 espèces d'oiseaux, parmi lesquels plus de 90 % sont natifs de la région.
La quasi-totalité de ces espèces ont des habitudes plus ou moins aquatiques.

### Mammifères
Les espèces du plus haut intérêt sont le cerf des marais (Blastoceros dichotomous, en guaraní pukú guazú) et le cerf des pampas (Ozotocerus bezoarticus, en guaraní guazú ti'í). Le premier, excellent nageur, se rencontre dans toute la région, vivant souvent sur des îles flottantes durant de longues périodes, ce qui rend son observation difficile sauf depuis des embarcations. Le second, de taille plus petite, est confiné aux zones de terre ferme. Les deux espèces sont considérées en danger et sont inscrites dans l'appendice I de la Convention sur le Commerce International des Espèces Menacées de la Faune et de la Flore Sylvestres (CITES), qui interdit de manière absolue leur chasse et leur commerce.
D'habitudes timides et donc difficiles à observer, l' aguará guazú ou loup à crinière 
(Chrysocyon brachiurus), un canidé autochtone de grande taille, l'ocelot ou chat once (Leopardus pardalis), un félin prédateur de la taille d'un loup et d'aspect similaire au jaguar, et le gato montés ou chat de geoffroy (Oncifelis geoffroyi), sont également strictement protégés par le CITES. Au contraire, il est assez facile de rencontrer le 
carpincho ou capybara (Hydrochoerus hydrochaeris) et la loutre de rivière sud-américaine (Lontra longicaudis), très malmenée auparavant.

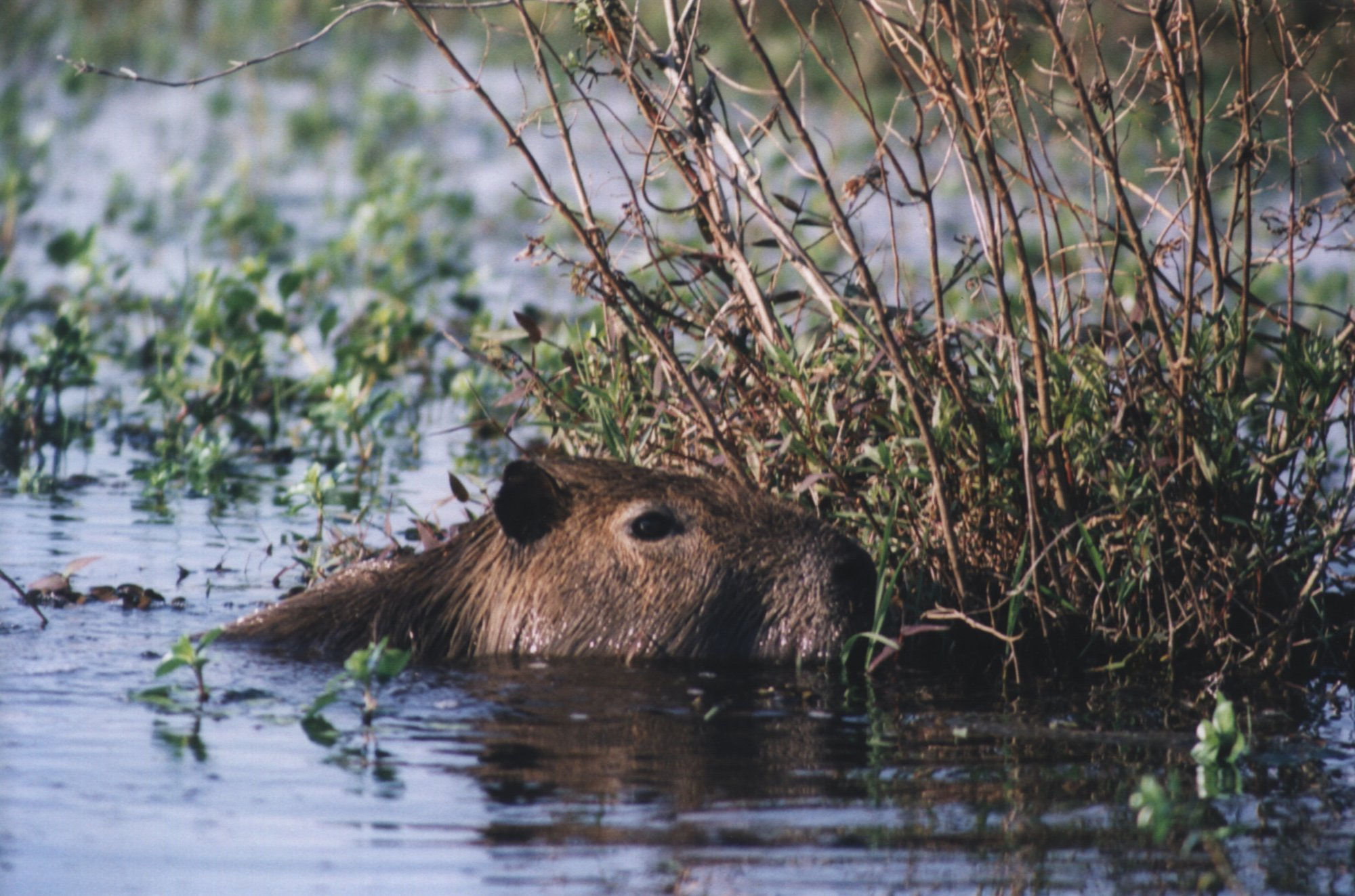
Capybara ou carpincho, Hydrochoerus hydrochaeris, dans les Esteros del Iberá.
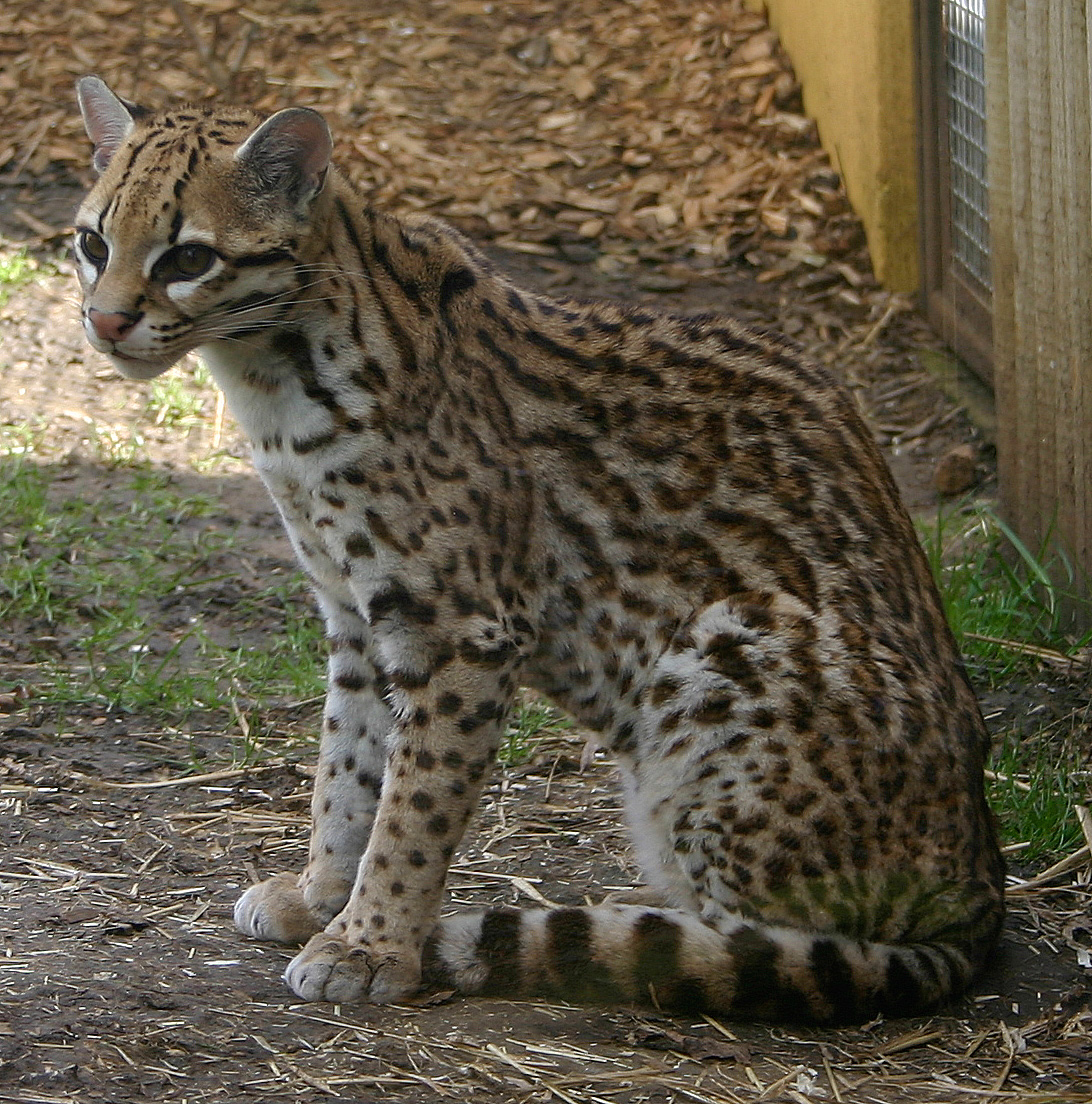
Un ocelot ou Leopardus pardalis.
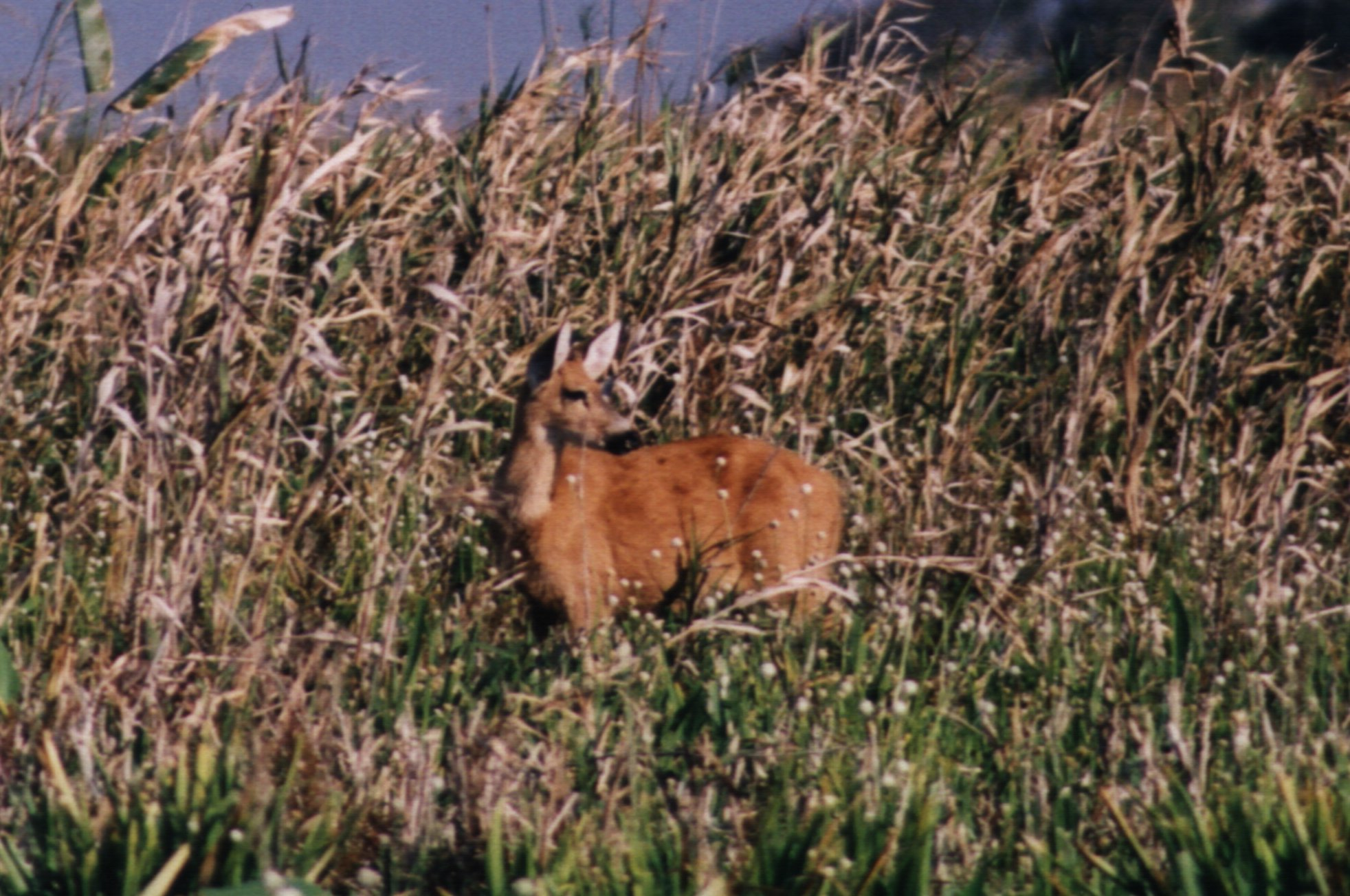
Cerf des pampas femelle (biche), Ozotocerus bezoarticus, dans les Esteros del Iberá.

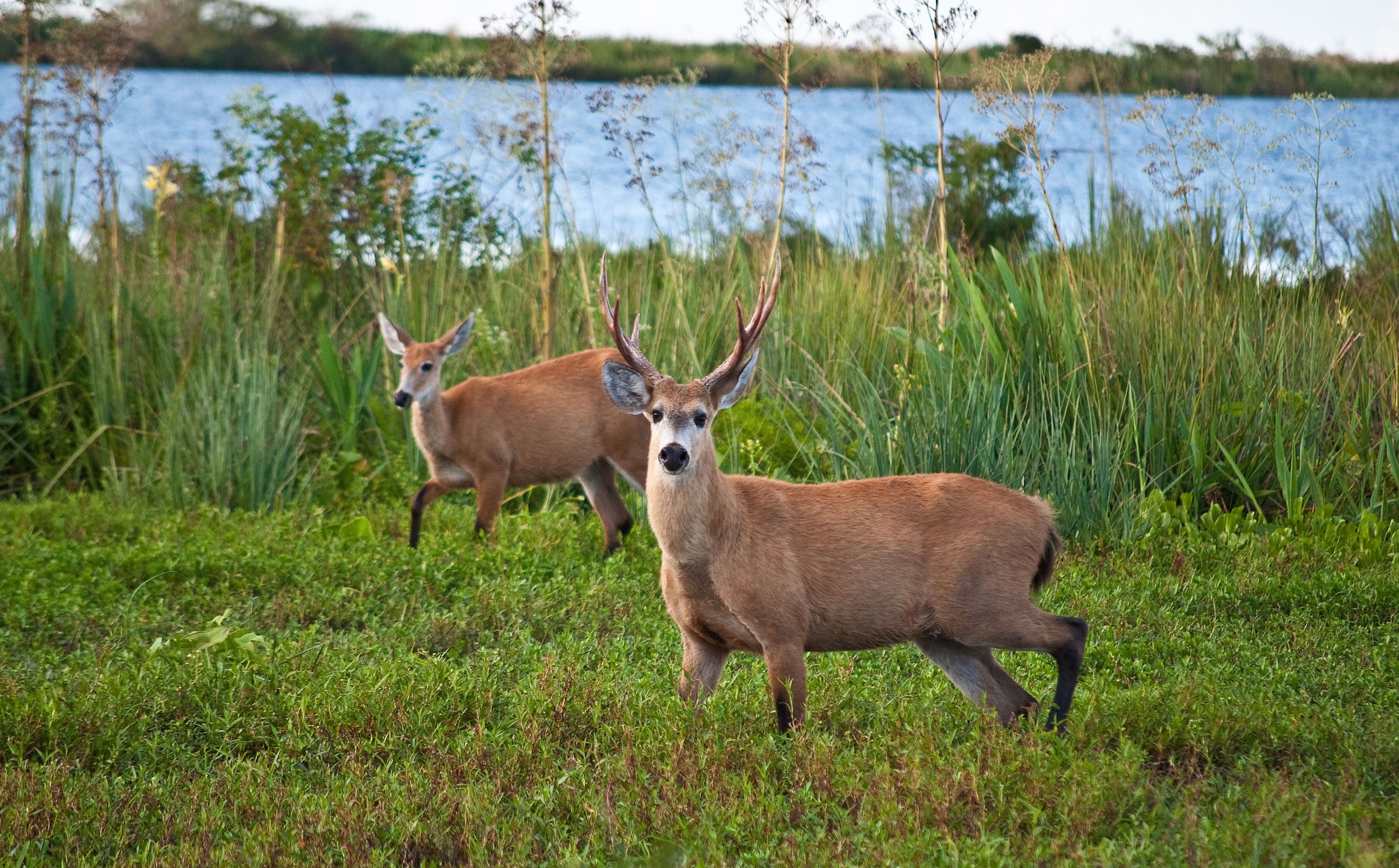
Cerfs des marais
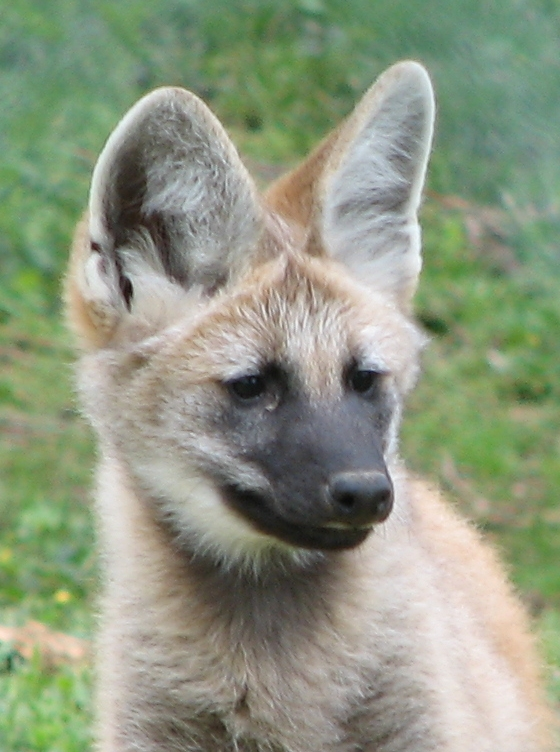
Un jeune Loup à crinière
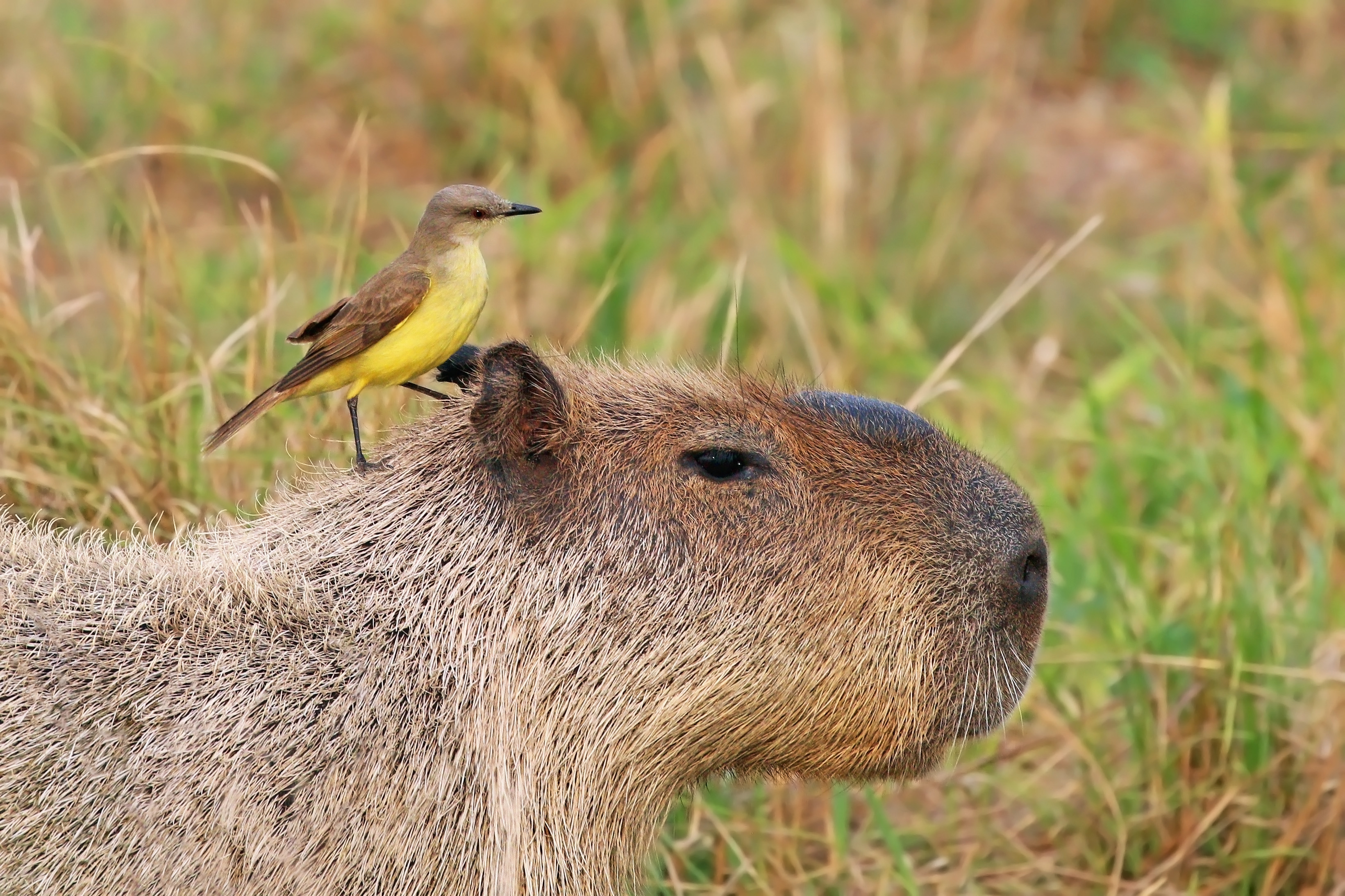
Capybara surmonté d'un oiseau, le Moucherolle querelleur

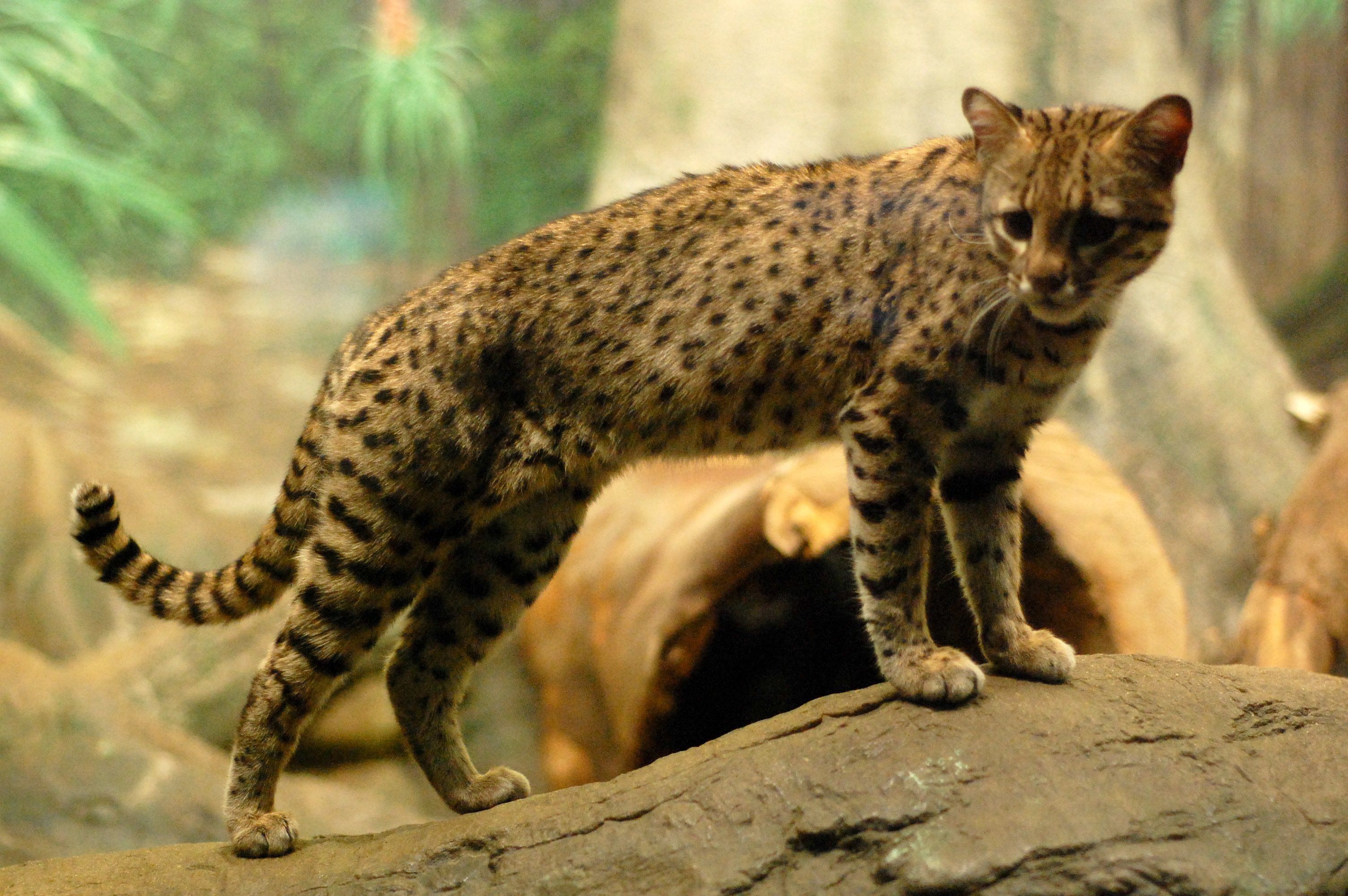
Chat de Geoffroy
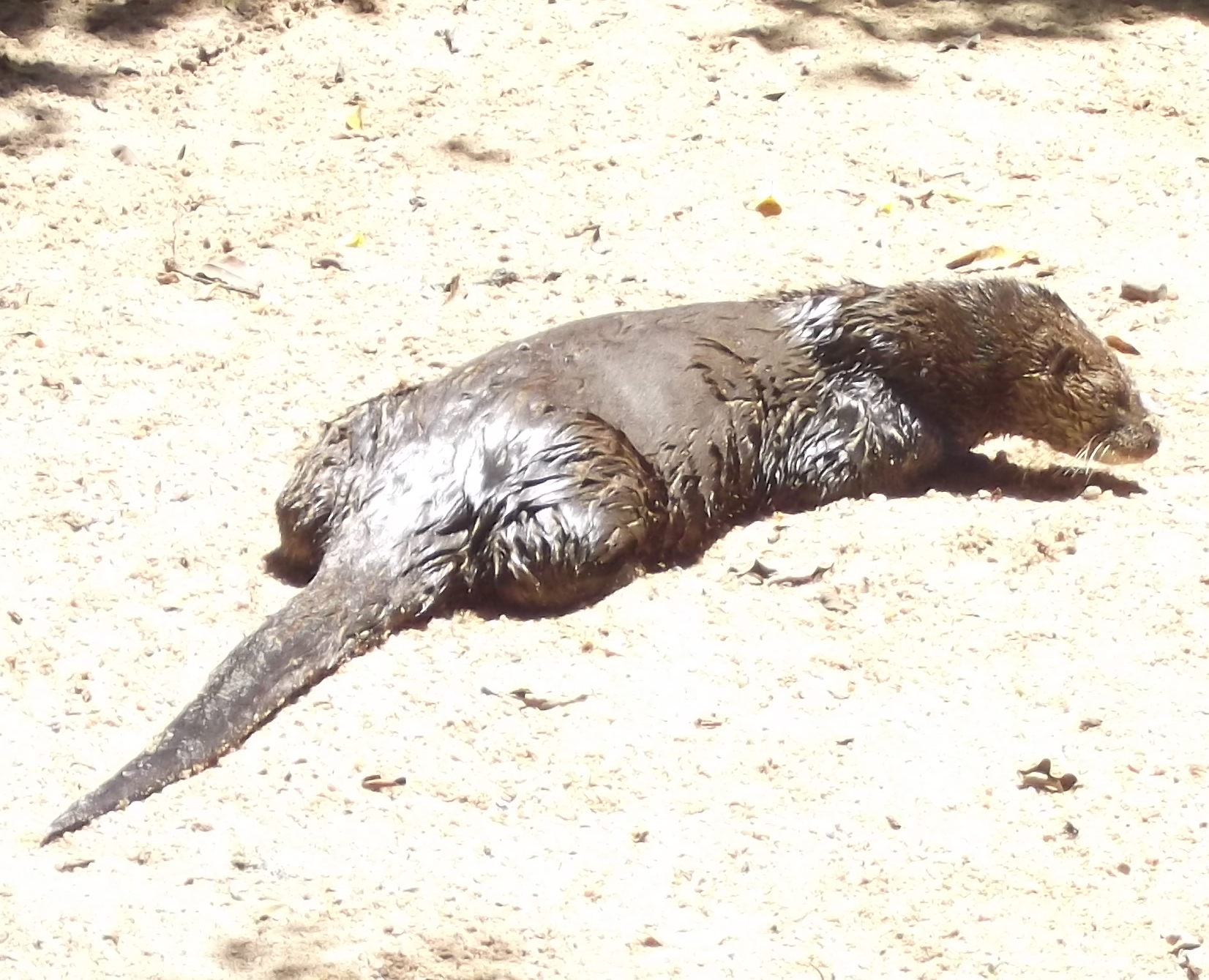
Loutre à longue queue

### Reptiles et amphibiens
Les espèces de reptiles incluent les caïmans yacaré negro (Caiman yacare) et yacaré overo (Caiman latirostris) assez omniprésents. Les deux espèces peuvent dépasser les deux mètres de longueur, bien que les exemplaires de grande taille soient assez rares, ceci à cause de l'intense braconnage qui régnait avant la création du parc. Les deux espèces ont proliféré depuis avec facilité et on peut désormais les observer facilement.
Diverses espèces de serpents sont présents. Parmi ceux-ci, il faut noter le très venimeux et redoutable yarará grande ou víbora de la cruz (Bothrops alternatus), le crotale ou serpent à sonnette cascabelle (Crotalus durissus terrificus), et le serpent de corail (Micrurus fulvius, en plus des peu offensifs cobras d'eau (Hydrodynastes gigas, en guaraní ñacaniná, serpent opisthoglyphe qui possède ses crochets à venin dans la partie postérieure de son maxillaire).
A noter aussi le faux yarará (Pseudotomodon trigonatus, un dipsadidae), et l'anaconda curiyú (Eunectes notaeus).

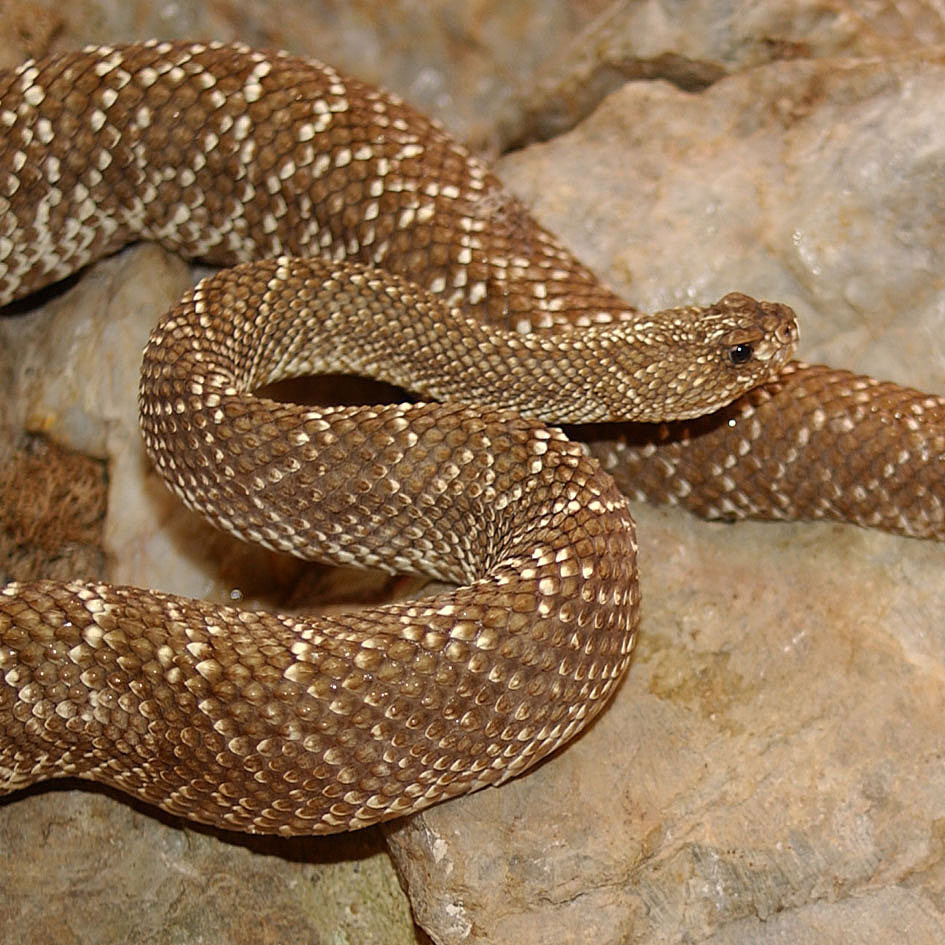
Cascabelle ou Crotalus durissus terrificus
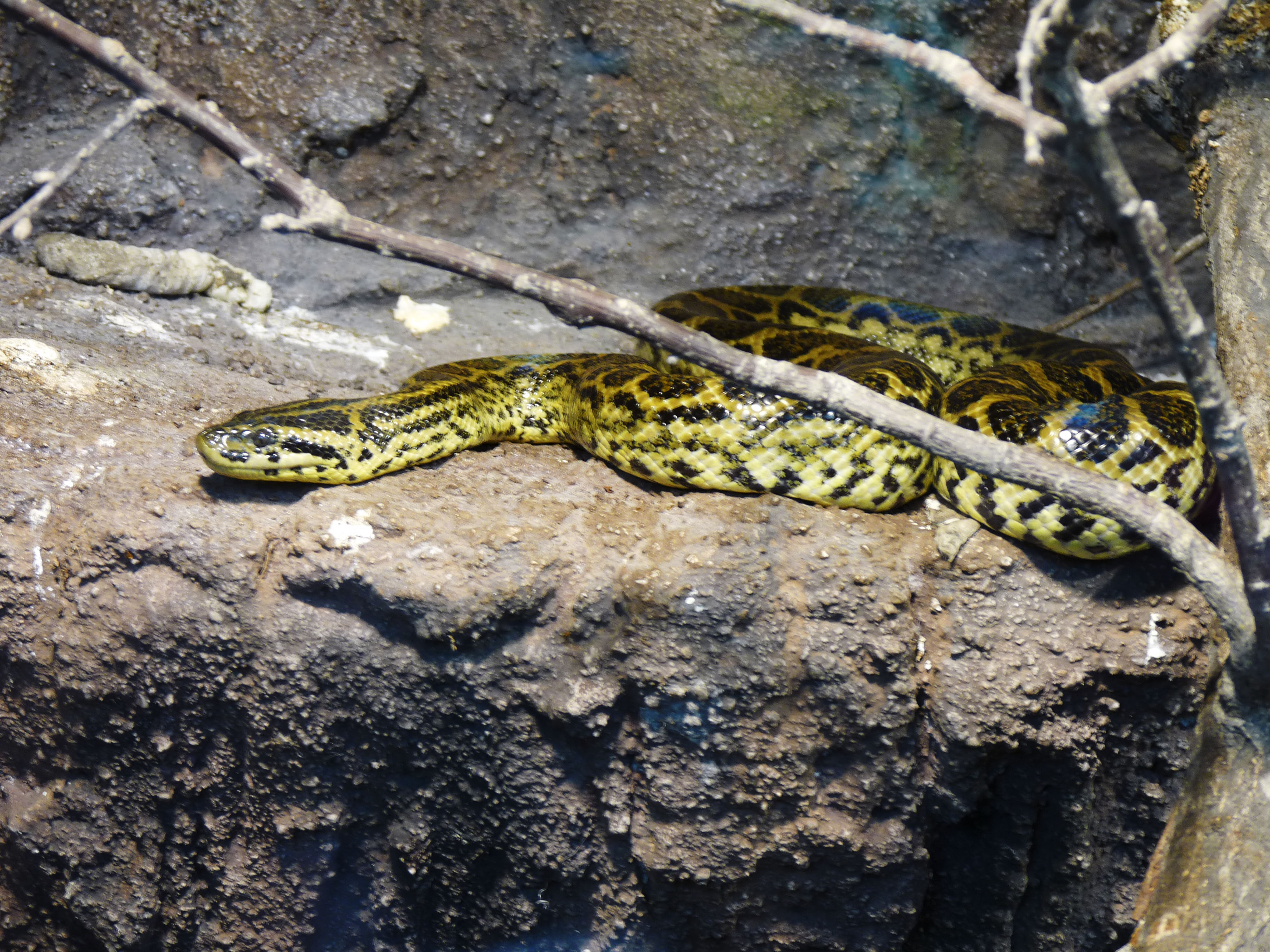
Anaconda jaune (Eunectes notaeus).
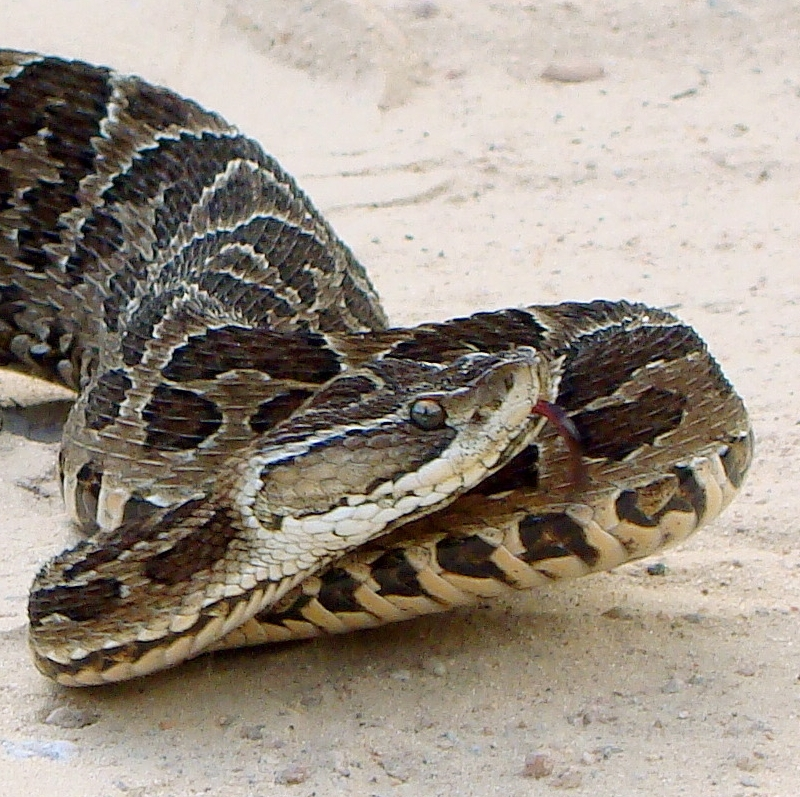
Un redoutable yarará grande ou víbora de la cruz (Bothrops alternatus)

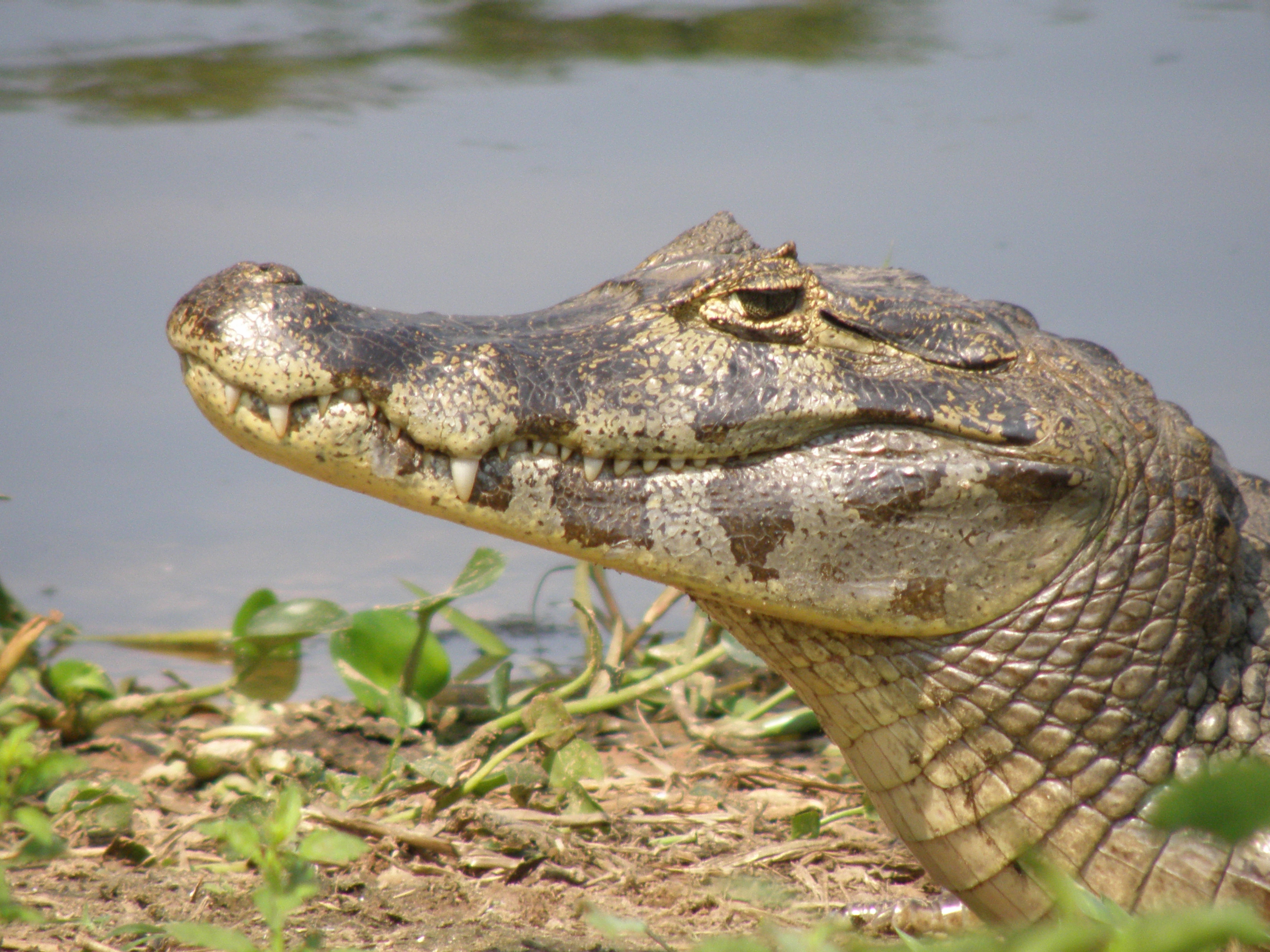
Tête de yacaré negro (Caiman yacare)
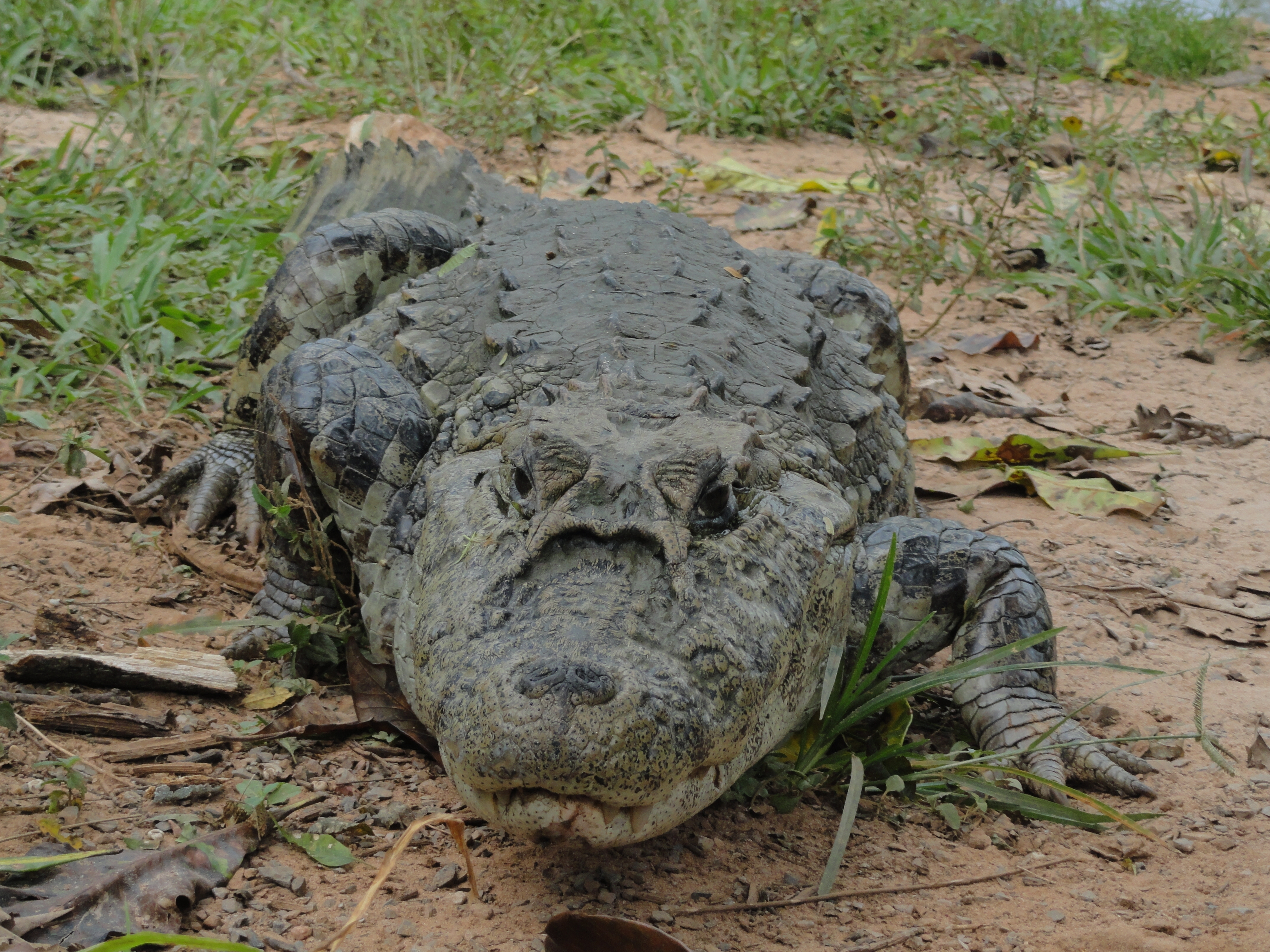
Yacaré overo (Caiman latirostris)

On y trouve aussi quantité de tortues et de lézards qui complètent le panorama ; parmi ceux-ci l'iguane overa (Tupinambis teguixin).
À quoi s'ajoutent de nombreuses espèces d'amphibiens de toutes tailles.

### Oiseaux
Les oiseaux méritent une mention spéciale. En plus des espèces exclusives de la région, 
comme l'oiseau campana (Procnias nudicollis, en guaraní guyrá pong), on trouve en abondance le grand toucan, le nandou, diverses espèces de rapaces, des hérons, des cigognes et d'innombrables palmipèdes et échassiers.

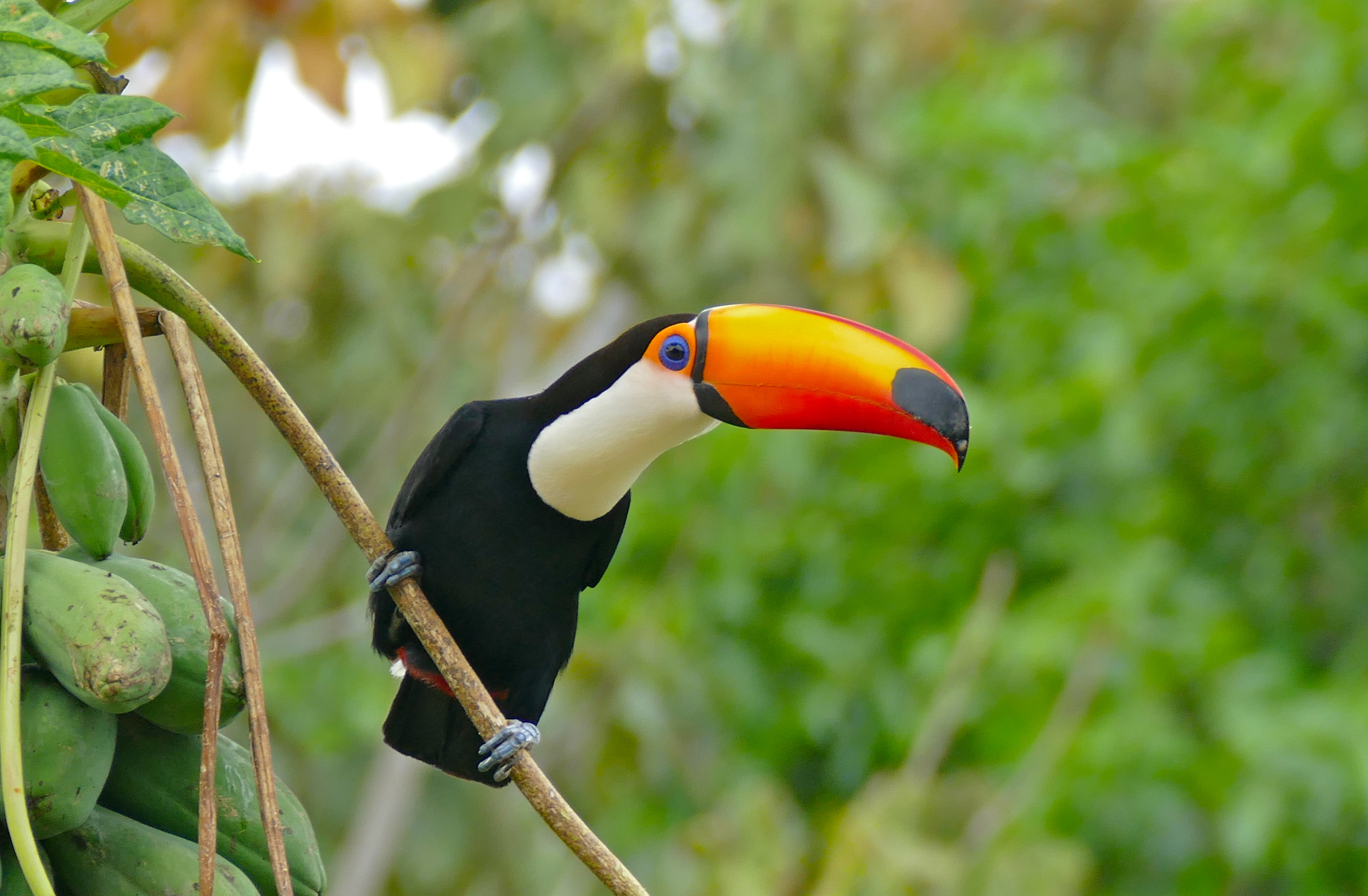
Toucan toco
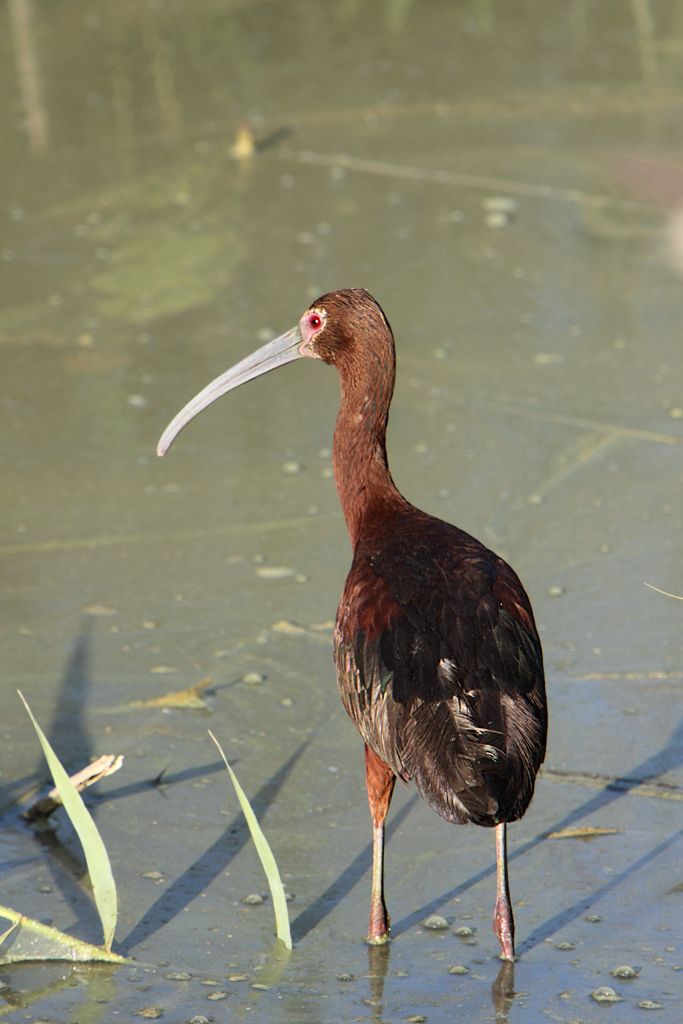
Ibis à face blanche
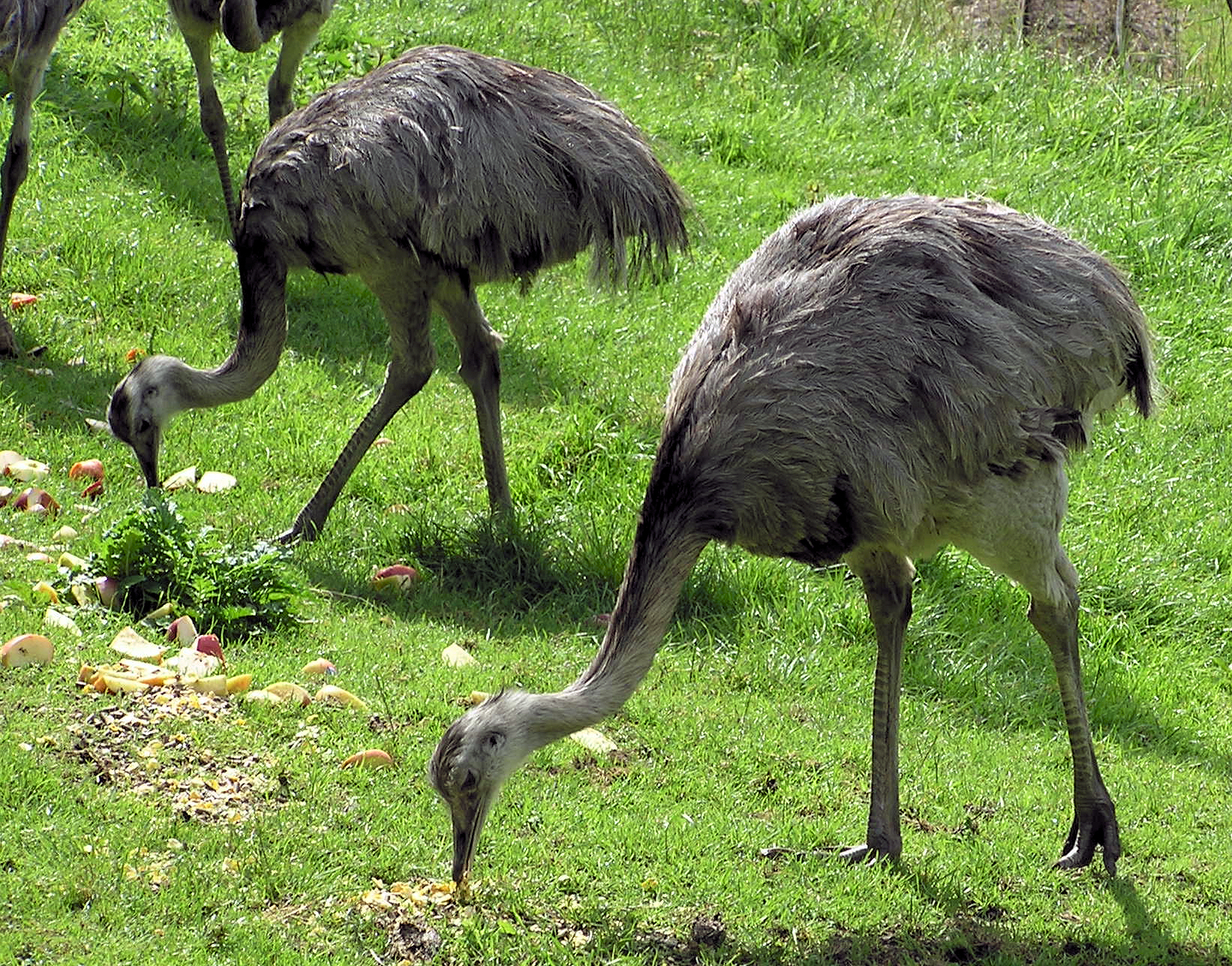
Groupe de nandous (Rhea americana)

### Poissons
À la suite de la diminution des caïmans durant les décennies passées, le nombre de palometas ou pirañas (Serrasalmus marginatus) a augmenté de manière très notable, supplantant d'autres espèces autochtones comme le dorado (Salminus maxillosus), le sábalo (prochilodus platensis) et la raie d'eau douce (Potamotrygon brachyura) et Potamotrygon motoro. La partie sud des étangs est une zone très importante. Elle est en effet étroitement connectée avec les rivières défluentes vers le río Paraná, et est un lieu de frai très important pour une bonne partie de l'ichtyofaune de la région. On estime qu'il y a une centaine d'espèces de poissons dans ce secteur, dont l'inventaire est encore en cours.

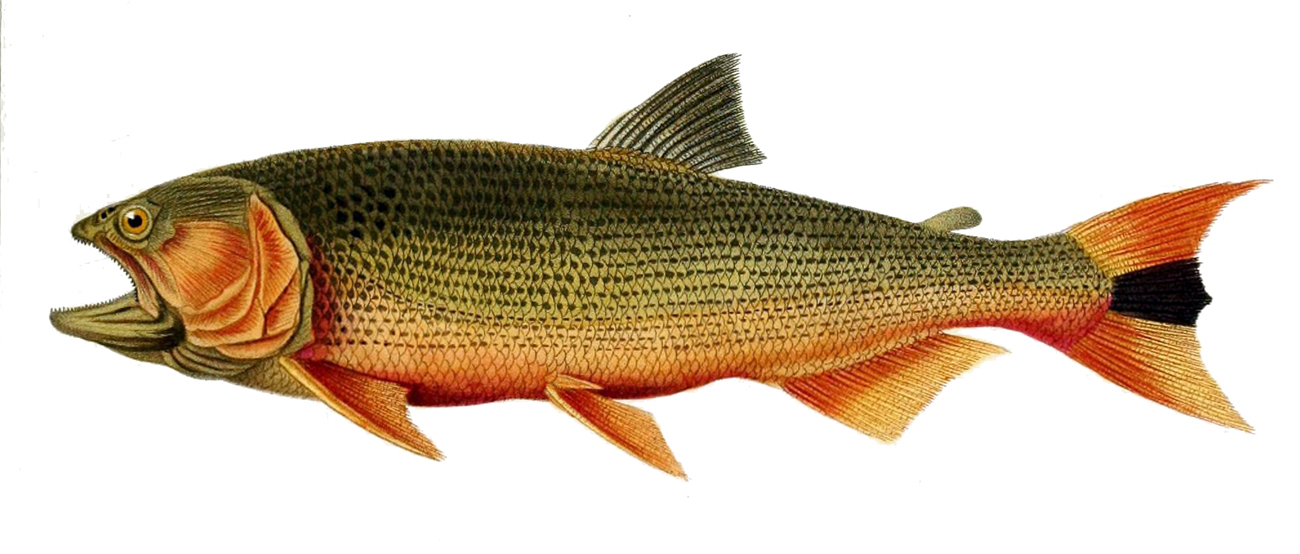
Dorado ou Salminus brasiliensis
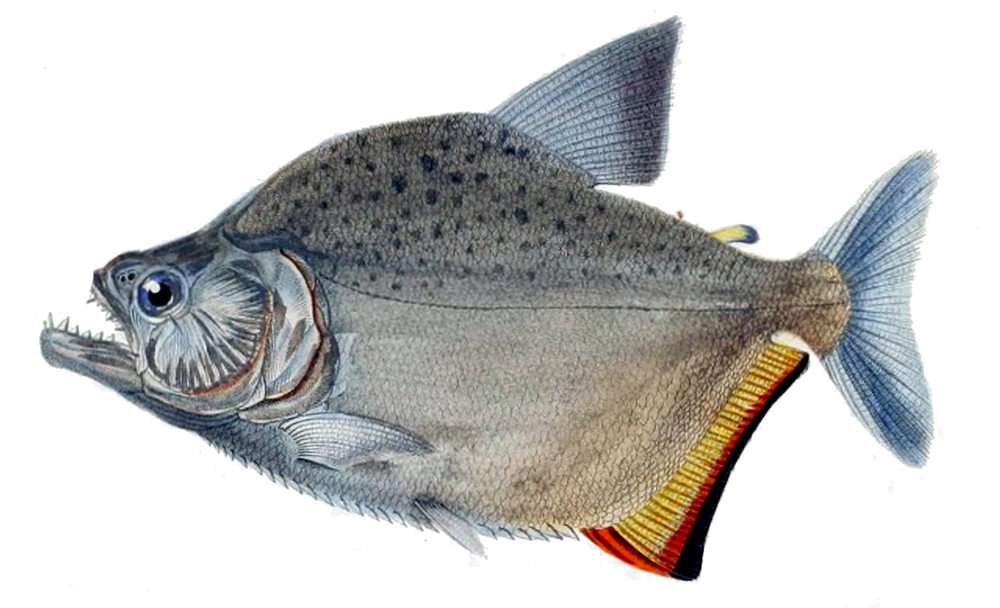
Piraña Serrasalmus marginatus
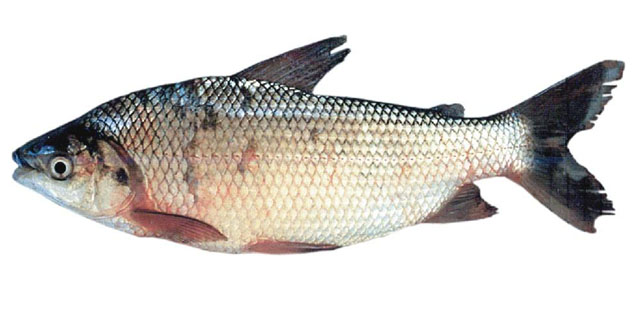
Prochilodus lineatus ou Sábalo

## Flore
La végétation aquatique est luxuriante et couvre des étendues importantes. Le jacinthe d'eau ou camalote (eichhornia, en guaraní aguapé) est le genre le plus fréquent et forme généralement la base des îles flottantes embalsados, associé avec l' irupé (victoria cruziana), une magnifique espèce dont les exemplaires peuvent atteindre deux mètres de diamètre et donnent une fleur énorme et impressionnante. L'ortie aquatique (cabomba australis), la canne (scirpus californicus) et le lys complètent le répertoire de la zone inondée.
Sur ces îles flottantes se déposent de la terre et des semences emmenées par le vent. La densité et la résistance de leur base est suffisante pour que croissent des espèces de terre ferme, des arbustes et même des arbres. Le ceibo, le curupí, le guayabo ou goyavier, le flamboyant bleu ou jacaranda, le tabebuia ou lapacho, le laurier, le belombra ou ombú, le saule, l'enterolobium contortisiliquum ou timbó et l'astronium balansae ou urunday sont les espèces les plus typiques, avec les palmiers trithrinax campestris ou caranday mésopotamien, syagrus romanzoffiana ou pindó et yatay ou boutia argentin.
Dans la région sud des lagunes, de denses formations de « caroubiers » ou algarrobos prosopis nigra et d' espinillo (acacia caven) apparaissent sur ces îles.

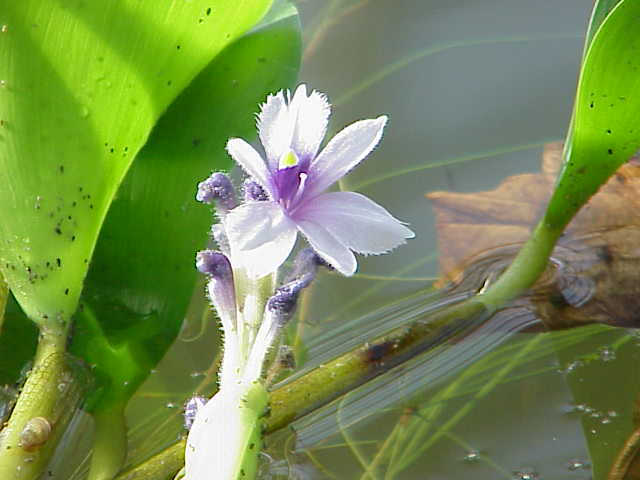
Jacinthe d'eau (Camalote), Eichhornia azurea, en fleur.
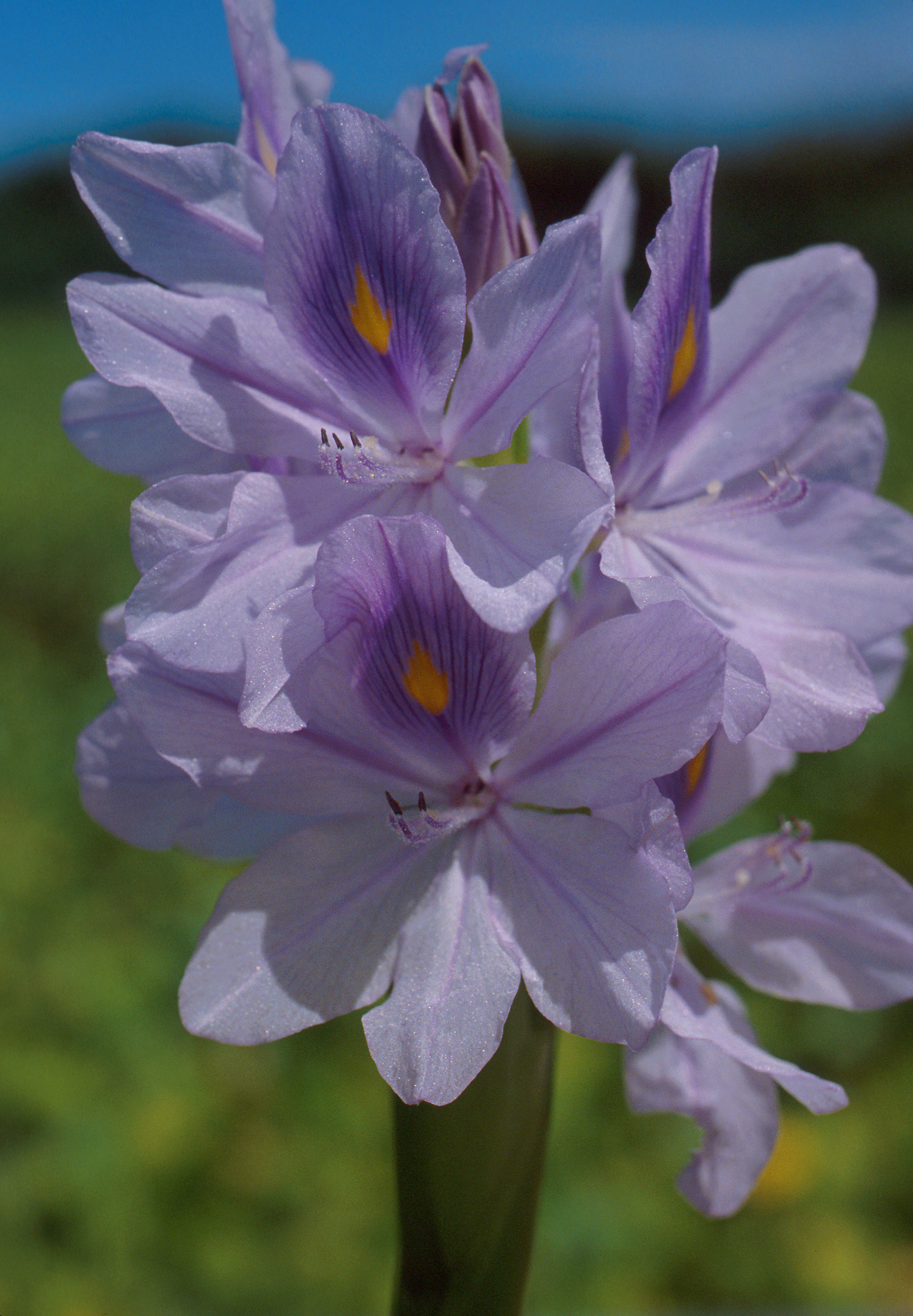
Fleur de jacinthe d'eau  Eichhornia crassipes.
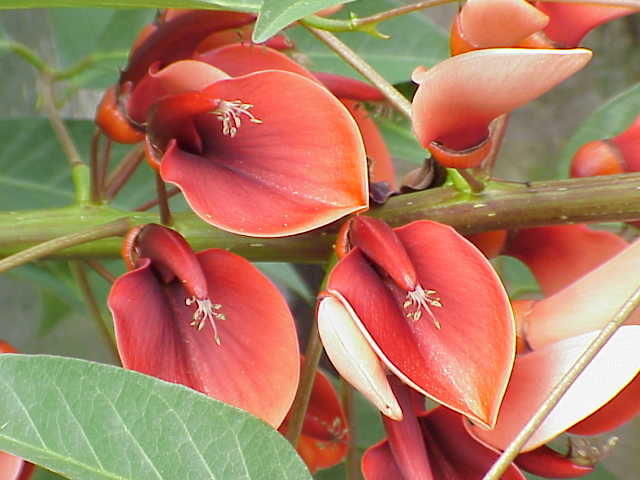
Fleur de ceibo ou erythrina crista-galli.

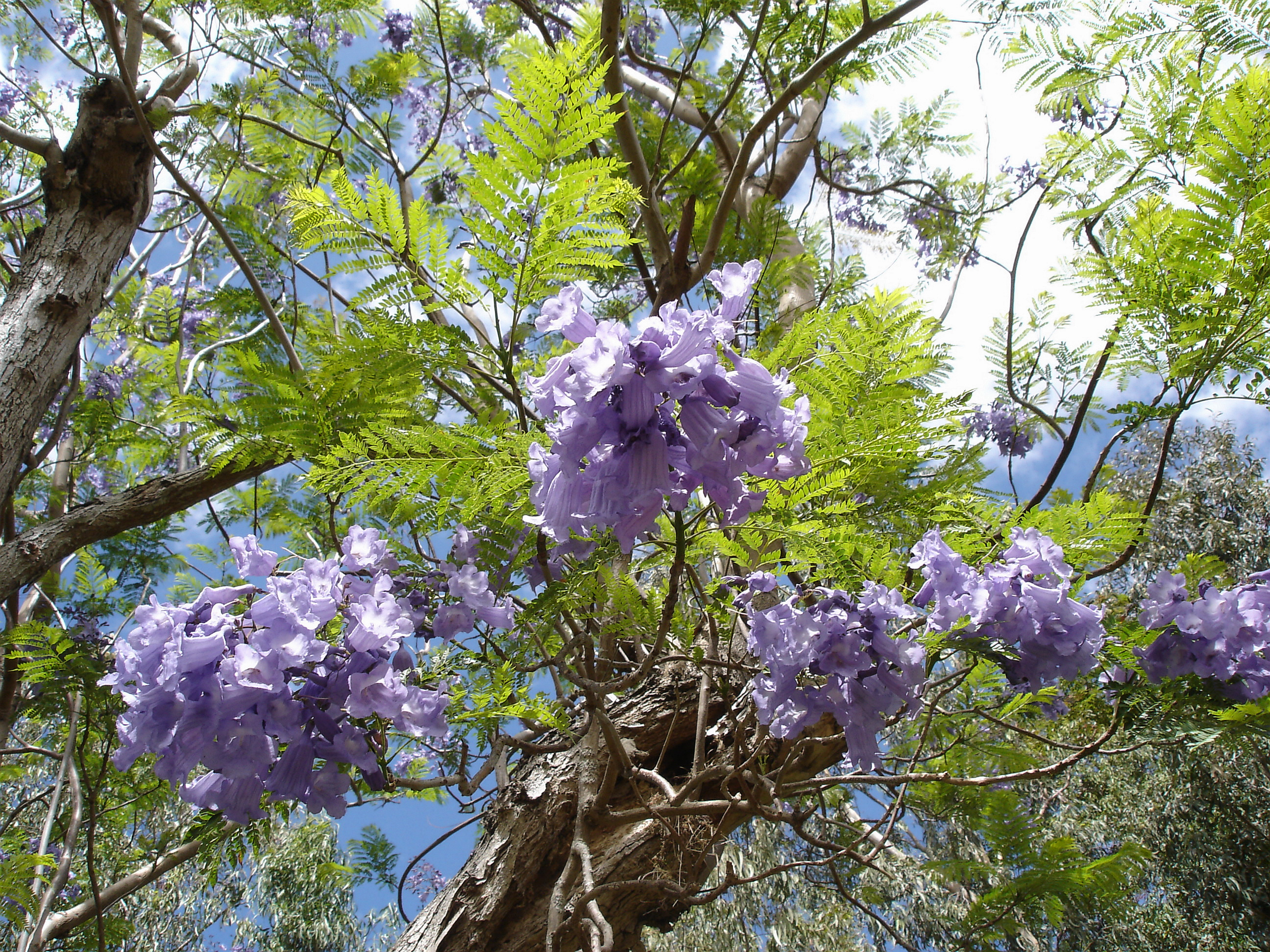
Fleurs de Flamboyant bleu
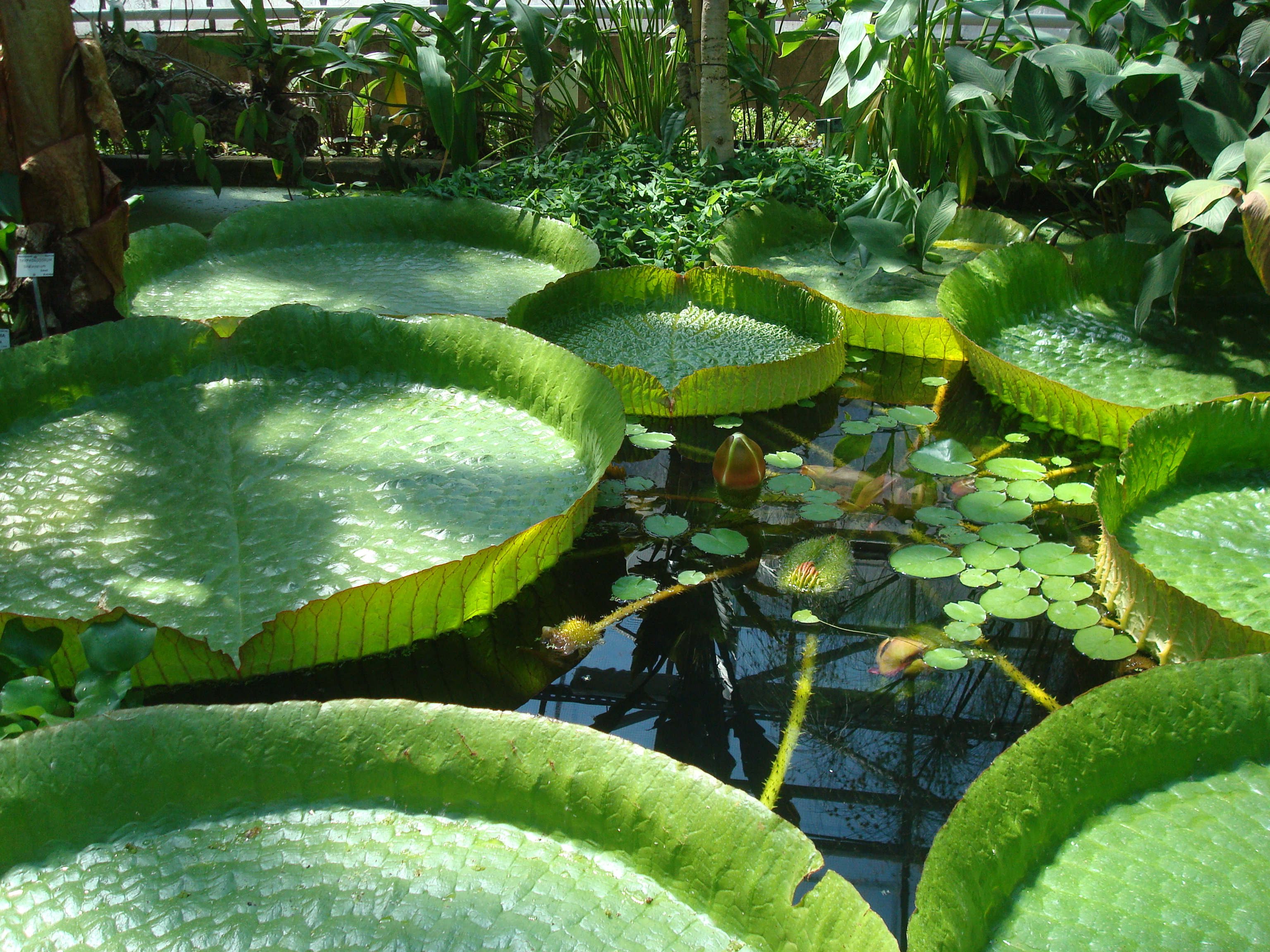
Nénuphar Géant Victoria cruziana
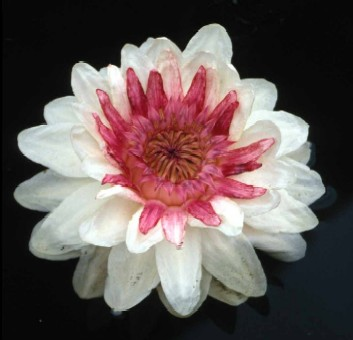
Fleur du Nénuphar Géant Victoria cruziana

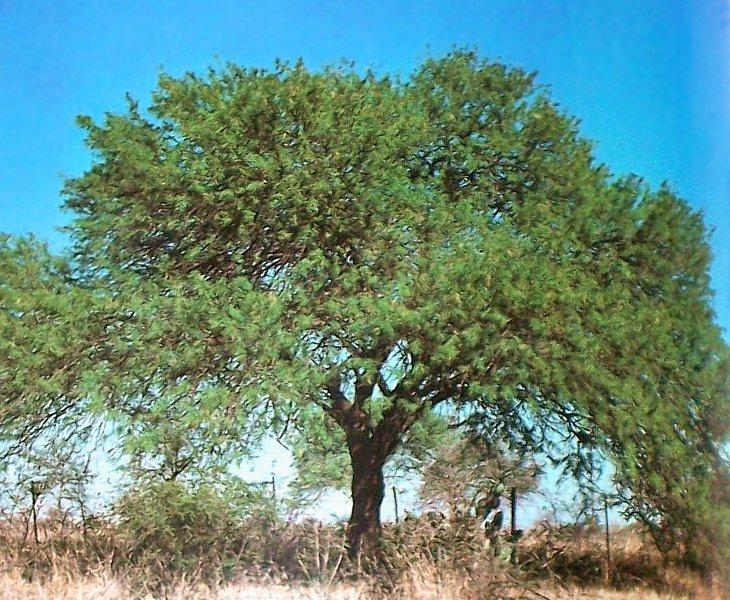
Algarrobo negro ou Prosopis nigra
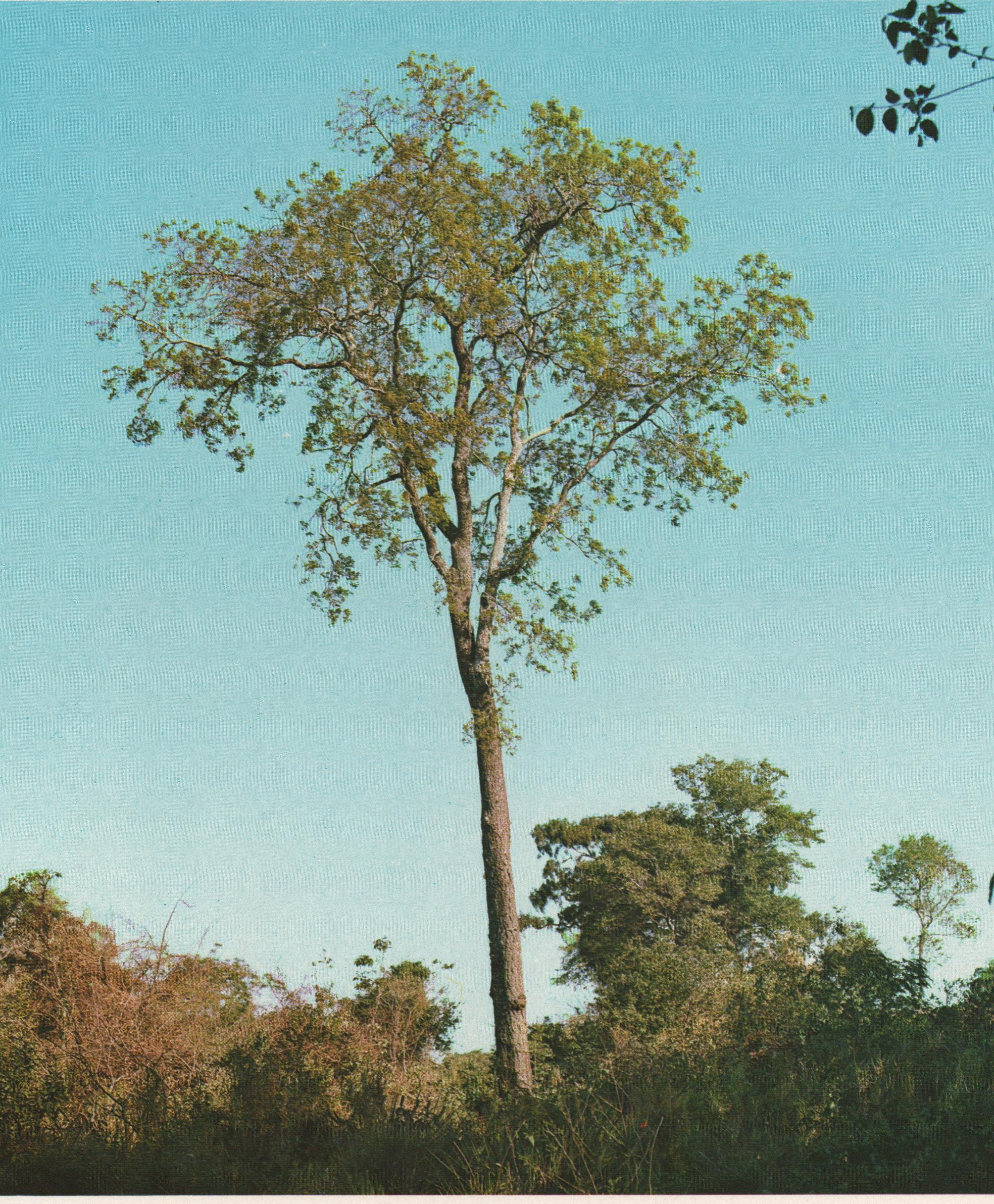
Astronium balansae ou Urunday
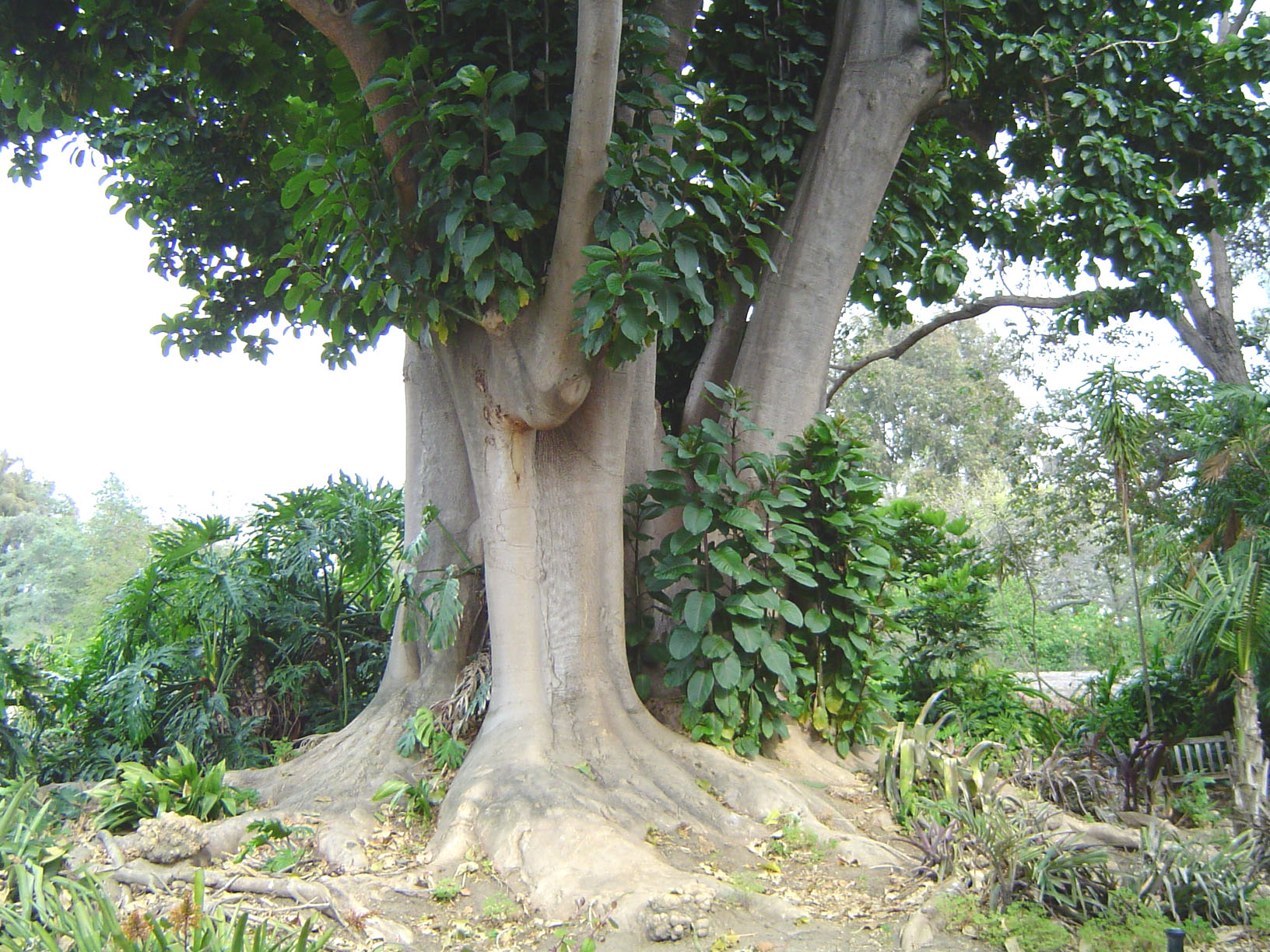
Ombú (Phytolacca dioica)

## Conservation
Au sein de la réserve naturelle provinciale d'Iberá créée en 1983, l'organisation Conservation Land Trust Argentina (CLT Argentina), créée par la Tompkins Conservation, a lancé le Projet Iberá afin de superviser plusieurs projets de conservation et de réensauvagement dans la région.
Après avoir acheté plusieurs terres privées dans le but de préserver ce milieu que Douglas Tompkins a pu découvrir dans les années 90, celui-ci et son organisation purent commencer le Projet Iberá après s'être assurés de la collaboration des habitants de la région, puisque le respect et l'intégration des communautés locales sont mis en avant par la Tompkins Conservation.
Le premier objectif du projet fut de consolider, d'étendre et d'améliorer les mesures de conservation de la réserve. Après une grande baisse de la biodiversité de la région durant la deuxième moitié du 20e siècle, Iberá devint un refuge pour les espèces en voie d'extinction de la région et la CLT souhaita aménager leurs terres en habitats optimaux pour leur reproduction et effectuer des études pour suivre ces populations et adapter leurs mesures de conservation. Ceci permit le rétablissement de populations du cerf des marais, du loup à crinière, du puma, de la moucherolle à queue large et de la buse couronnée. Le projet a comme second objectif de permettre le retour de la faune disparue de la région par divers projets de réensauvagement. Leur premier succès fut pour le tamanoir, projet amorcé en 2007, qui est maintenant bien établi dans la région. Les autres projets en cours sont ceux pour la réintroduction du cerf des pampas, du pécari à collier, de l'ara chloroptère, du tapir et du jaguar. Une étape fut franchie pour ce dernier en juin 2018, quand sont nés les deux premiers bébés jaguars du projet.
Depuis le succès de leur amélioration des mesures de protection, CLT Argentina redonne progressivement les terres privées leur appartenant à l'État et continue à superviser les projets de conservation et de réensauvagement, tout en militant pour l'augmentation du statut de protection de la région à celui de parc national.